# Учалинская газета
«Учали́нская газета» (до 2007 г. — «Серп и Мо́лот») — общественно-политическое издание города Учалы и Учалинского района Республики Башкортостан. Выходит два раза в неделю (по вторникам и пятницам) на русском языке. Главный редактор — Тагирова Фаниса Анваровна.

## Общая характеристика
- День выхода — вторник, пятница.
- Формат издания — A3.
- Цветность — черно-белая.
- Тираж — 4022 экземпляра (март 2020).

## Контент
Политика, экономика, культура, образование, спорт и предпринимательская деятельность в рамках города и района.

## История издания[1]
- 1932: газета учреждена под названием «Ударсы» (башк. «Ударник») как печатный орган Учалинского райкома ВКП(б) и райисполкома Совета народных депутатов, печатается на башкирском языке арабицей и яналифом;
- 1934: меняет название на «Шахты Байрағы» (башк. «Знамя шахты»), печатается на башкирском языке, письменность башкирская (кириллическая);
- 1935: вновь печатается под первоначальным названием «Ударсы»;
- 1940: газета начинает выходить на башкирском и русском языках под названием «Сталинское знамя»;
- 1947: меняет название на «Зауралец», выходит на русском языке;
- 1956: меняет название на «Ленинское знамя», вновь становится двуязычной;
- 1962: объединяется с газетой «Урал», издаваемой в Белорецке в связи с укрупнением районов Башкирской АССР — Учалинский район был объединён с Белорецким;
- 1965: вновь выходит как самостоятельное издание под названием «Серп и Молот» на башкирском и русском языках;
- 1992: от издания отделяется районная газета «Яик» на башкирском языке. С этого момента газета выходит только на русском языке;
- 2007: газета начинает выходить под названием «Учалинская газета»

## Награды
- 2008 год — издание удостоено знака отличия «Золотой фонд прессы-2008»[2].